# Vocea României Junior (sezonul 2)
Cel de-al doilea sezon al talent show-ului Vocea României Junior a avut premiera în data de 8 iunie 2018 la Pro TV. Prezentatorii Mihai Bobonete și Robert Tudor și antrenorii Andra, Marius Moga și Inna au rămas și în acest sezon.

## Preselecții
Înscrierile pentru cel de-al doilea sezon au început în aprilie 2017, iar preselecțiile au avut loc în primăvara anului 2017, în următoarele localități, în paralel cu preselecțiile pentru cel de-al șaptelea sezon Vocea României:
- 20 mai 2017 – Hotel Intercontinental, Iași
- 27 mai 2017 – Hotel Golden Tulip Ana Dome, Cluj-Napoca
- 3 iunie 2017 – Hotel NH, Timișoara

Preselecțiile au avut rolul de a selecta concurenții care urmau să participe la etapa audițiilor pe nevăzute.

## Echipe
| Legendă | Legendă | - Câștigător - Locul doi - Locul trei | - Eliminat în semifinală - Eliminat în etapa confruntărilor |

| Antrenor            | Antrenor    | Concurenți       | Concurenți          | Concurenți         |  |
| ------------------- | ----------- | ---------------- | ------------------- | ------------------ |  |
|                     | Andra       | Maya Ciosa       | Ștefania Alexa      | Ioana Neagu        |  |
| Luana Prodea        | Andra       | Tudor Oancea     | Ingrid Boengiu      |                    |  |
| Andreea Stoica      | Andra       | Emilena Istrate  | David Ștefan        |                    |  |
|                     |             |                  |                     |                    |  |
|                     | Marius Moga | Maria Popa       | Arthur Horeanu      | Mario Eduard Tudor |  |
| Ștefania Hotca      | Marius Moga | Dan Ioan Bultoc  | Mara Oancea         |                    |  |
| Larisa Shahzada     | Marius Moga | Renata Jäger     | Mădălina Turtureanu |                    |  |
|                     |             |                  |                     |                    |  |
|                     | Inna        | Olivia Alexandru | Rebeca Onete        | Vlad Bilous        |  |
| Daria Selaje        | Inna        | Andrei Șerban    | Denair Bali         |                    |  |
| Andy Nicholas Neagu | Inna        | Mudy Marei       | Laura Arion         |                    |  |

## Audiții pe nevăzute

### Episodul 1 (8 iunie)
Primul episod cuprinzând audiții pe nevăzute a fost difuzat pe 8 iunie 2018.
| Legendă | - ✔ Antrenorul și-a apăsat butonul „EU TE VREAU” - Concurentul a fost eliminat | - Concurentul a intrat automat în echipa antrenorului - Concurentul a ales acest antrenor |

| Ordine | Concurent               | Vârstă | Origine    | Cântec                                                                            | Alegerile antrenorilor și ale concurenților | Alegerile antrenorilor și ale concurenților | Alegerile antrenorilor și ale concurenților |
| Ordine | Concurent               | Vârstă | Origine    | Cântec                                                                            | Andra                                       | Moga                                        | Inna                                        |
| ------ | ----------------------- | ------ | ---------- | --------------------------------------------------------------------------------- | ------------------------------------------- | ------------------------------------------- | ------------------------------------------- |
| 1      | Arthur Horeanu          | 15     | Arad       | „Tainted Love” (Gloria Jones / Marilyn Manson)                                    | ✔                                           | ✔                                           | ✔                                           |
| 2      | Ana Giulia Dancă        | 11     | Roman      | „Zig-zagga” (Loredana Groza)                                                      | —                                           | —                                           | —                                           |
| 3      | Ingrid Boengiu          | 15     | București  | „Mad About You” (Hooverphonic)                                                    | ✔                                           | ✔                                           | —                                           |
| 4      | Larisa Shahzada         | 15     | București  | „Unconditionally” (Katy Perry)                                                    | ✔                                           | ✔                                           | ✔                                           |
| 5      | Daria Selaje            | 10     | Petroșani  | „Over the Rainbow” (Judy Garland)                                                 | —                                           | —                                           | ✔                                           |
| 6      | Andy Nicholas Neagu     | 12     | Bârlad     | „Come with Me Now” (Kongos)                                                       | —                                           | —                                           | ✔                                           |
| 7      | Ștefania Alexa          | 13     | Bacău      | „Oops!... I Did It Again” (Britney Spears / Postmodern Jukebox și Haley Reinhart) | ✔                                           | ✔                                           | —                                           |
| 8      | Mario Niculescu         | 14     | Târgu Jiu  | „The Phantom of the Opera” (Sarah Brightman și Steve Harley)                      | —                                           | —                                           | —                                           |
| 9      | Carmen García del Valle | 13     | Málaga     | „Uncover” (Zara Larsson)                                                          | —                                           | —                                           | —                                           |
| 10     | Andrei Șerban           | 15     | Alba Iulia | „Great Balls of Fire” (Jerry Lee Lewis)                                           | —                                           | —                                           | ✔                                           |

### Episodul 2 (15 iunie)
Al doilea episod a fost difuzat pe 15 iunie 2018.
| Ordine | Concurent            | Vârstă | Origine      | Cântec                                   | Alegerile antrenorilor și ale concurenților | Alegerile antrenorilor și ale concurenților | Alegerile antrenorilor și ale concurenților |
| Ordine | Concurent            | Vârstă | Origine      | Cântec                                   | Andra                                       | Moga                                        | Inna                                        |
| ------ | -------------------- | ------ | ------------ | ---------------------------------------- | ------------------------------------------- | ------------------------------------------- | ------------------------------------------- |
| 1      | Ioana Neagu          | 15     | București    | „Gangsta” (Kehlani)                      | ✔                                           | ✔                                           | ✔                                           |
| 2      | Amalia Guțu          | 11     | Bălți        | „Oh! Darling” (The Beatles)              | —                                           | —                                           | —                                           |
| 3      | Vlad Bilous          | 13     | Topoloveni   | „Amintire cu haiduci” (Valeriu Sterian)  | —                                           | —                                           | ✔                                           |
| 4      | Beatrice Iordăchescu | 14     | București    | „Rise Up” (Andra Day)                    | —                                           | —                                           | —                                           |
| 5      | Lavinia Roxana Stroe | 16     | Ciochina     | „Boulevard of Broken Dreams” (Green Day) | —                                           | —                                           | —                                           |
| 6      | Mădălina Turtureanu  | 16     | Chișcăreni   | „Girl on Fire” (Alicia Keys)             | —                                           | ✔                                           | —                                           |
| 7      | Stelian Șoldan       | 15     | București    | „Imagine” (John Lennon)                  | —                                           | —                                           | —                                           |
| 8      | Olivia Alexandru     | 15     | Piatra Neamț | „Smells like Teen Spirit” (Nirvana)      | —                                           | —                                           | ✔                                           |
| 9      | Luana Prodea         | 15     | Sibiu        | „Bird Set Free” (Sia)                    | ✔                                           | —                                           | —                                           |
| 10     | Ilona Andreea Necula | 13     | Buzău        | „Price Tag” (Jessie J și B.o.B)          | —                                           | —                                           | —                                           |
| 11     | Ștefania Hotca       | 15     | Satu Mare    | „Million Reasons” (Lady Gaga)            | —                                           | ✔                                           | ✔                                           |
| 12     | Tudor Oancea         | 16     | București    | „Say You Won't Let Go” (James Arthur)    | ✔                                           | —                                           | ✔                                           |

### Episodul 3 (22 iunie)
Al treilea episod a fost difuzat pe 22 iunie 2018.
| Ordine | Concurent           | Vârstă | Origine      | Cântec                                      | Alegerile antrenorilor și ale concurenților | Alegerile antrenorilor și ale concurenților | Alegerile antrenorilor și ale concurenților |
| Ordine | Concurent           | Vârstă | Origine      | Cântec                                      | Andra                                       | Moga                                        | Inna                                        |
| ------ | ------------------- | ------ | ------------ | ------------------------------------------- | ------------------------------------------- | ------------------------------------------- | ------------------------------------------- |
| 1      | Rebeka Daniel       | 16     | Cluj-Napoca  | „Flashlight ”(Jessie J)                     | —                                           | —                                           | —                                           |
| 2      | Denair Bali         | 14     | Cluj-Napoca  | „Whataya Want from Me” (Adam Lambert)       | —                                           | —                                           | ✔                                           |
| 3      | Emma Niculae        | 13     | București    | „Whole Lotta Love” (Led Zeppelin)           | —                                           | —                                           | —                                           |
| 4      | Mara Oancea         | 15     | Suceava      | „Toxic” (Britney Spears)                    | ✔                                           | ✔                                           | —                                           |
| 5      | Maya Ciosa          | 16     | Brașov       | „Back to Black” (Amy Winehouse)             | ✔                                           | —                                           | —                                           |
| 6      | Maria Adăscăliți    | 12     | Piatra Neamț | „Once Upon a December” (Liz Callaway)       | —                                           | —                                           | —                                           |
| 7      | Dan Ioan Bultoc     | 16     | București    | „Stay With Me” (Sam Smith)                  | ✔                                           | ✔                                           | ✔                                           |
| 8      | Izabela Ciudin      | 15     | Piatra Neamț | „Firework” (Katy Perry)                     | —                                           | —                                           | —                                           |
| 9      | Andreea Stoica      | 14     | București    | „Memories” (Nicole Cherry)                  | ✔                                           | —                                           | —                                           |
| 10     | Stephen Ionuț Moisă | 16     | Piatra Neamț | „Shape Of You” (Ed Sheeran)                 | —                                           | —                                           | —                                           |
| 11     | Rebeca Onete        | 15     | București    | „Nobody's Perfect” (Jessie J)               | —                                           | —                                           | ✔                                           |
| 12     | Maria Nazaret       | 16     | Bicaz        | „At Last” (Etta James)                      | —                                           | —                                           | —                                           |
| 13     | Mario Eduard Tudor  | 11     | București    | „De-ai fi tu salcie la mal” (Mihaela Mihai) | —                                           | ✔                                           | —                                           |

### Episodul 4 (29 iunie)
Al patrulea episod a fost difuzat pe 29 iunie 2018.
| Ordine | Concurent        | Vârstă | Origine    | Cântec                                              | Alegerile antrenorilor și ale concurenților | Alegerile antrenorilor și ale concurenților | Alegerile antrenorilor și ale concurenților |
| Ordine | Concurent        | Vârstă | Origine    | Cântec                                              | Andra                                       | Moga                                        | Inna                                        |
| ------ | ---------------- | ------ | ---------- | --------------------------------------------------- | ------------------------------------------- | ------------------------------------------- | ------------------------------------------- |
| 1      | Renata Jäger     | 14     | Târgoviște | „It's a Man's Man's Man's World” (James Brown)      | ✔                                           | ✔                                           | ✔                                           |
| 2      | Denis Costea     | 14     | Brașov     | „Nobody but Me” (Michael Bublé)                     | —                                           | —                                           | —                                           |
| 3      | Andra Ghiță      | 13     | Pitești    | „Tu n-ai avut curaj” (Mădălina Manole)              | —                                           | —                                           | —                                           |
| 4      | Emilena Istrate  | 15     | Craiova    | „When We Were Young” (Adele)                        | ✔                                           | ✔                                           | —                                           |
| 5      | Ahmet Mudy Marei | 15     | București  | „Sugar” (Maroon 5)                                  | —                                           | —                                           | ✔                                           |
| 6      | Denisa Fulop     | 14     | Acățari    | „Rise Like a Phoenix” (Conchita Wurst)              | —                                           | —                                           | —                                           |
| 7      | David Ștefan     | 14     | București  | „In the Name of Love” (Martin Garrix și Bebe Rexha) | ✔                                           | —                                           | —                                           |
| 8      | Liza Gîlcă       | 13     | București  | „The Greatest” (Sia)                                | —                                           | —                                           | —                                           |
| 9      | Laura Arion      | 16     | Chișinău   | „Neon Lights” (Demi Lovato)                         | —                                           | —                                           | ✔                                           |
| 10     | Ilinca Dinu      | 14     | București  | „Zombie” (The Cranberries)                          | —                                           | —                                           | —                                           |
| 11     | Paula Both       | 13     | Ploiești   | „Lost on You” (LP)                                  | —                                           | —                                           | —                                           |
| 12     | Maria Popa       | 16     | Giurgiu    | „Je suis malade” (Lara Fabian)                      | —                                           | ✔                                           | —                                           |

## Confruntări (6 iulie)
După audițiile pe nevăzute, fiecare antrenor a avut câte 9 concurenți pentru etapa confruntărilor, care a fost difuzată pe 6 iulie 2018. Antrenorii și-au redus numărul de concurenți la o treime.
| Legendă | Concurent învingător | Concurent eliminat |

| Ordine | Antrenor    | Învingător         | Cântec                                                 | Învinși             | Învinși         |
| ------ | ----------- | ------------------ | ------------------------------------------------------ | ------------------- | --------------- |
| 1      | Marius Moga | Arthur Horeanu     | „Bohemian Rhapsody" (Queen)                            | Dan Ioan Bultoc     | Ștefania Hotca  |
| 2      | Andra       | Ștefania Alexa     | „We Don't Talk Anymore” (Charlie Puth și Selena Gomez) | Tudor Oancea        | Andreea Stoica  |
| 3      | Inna        | Rebeca Onete       | „Where Is The Love?” (Black Eyed Peas)                 | Andy Nicholas Neagu | Andrei Șerban   |
| 4      | Marius Moga | Maria Popa         | „Issues” (Julia Michaels)                              | Mădălina Turtureanu | Mara Oancea     |
| 5      | Andra       | Ioana Neagu        | „Chained To The Rhythm” (Katy Perry și Skip Marley)    | David Ștefan        | Emilena Istrate |
| 6      | Inna        | Vlad Bilous        | „The Lazy Song” (Bruno Mars)                           | Daria Selaje        | Denair Bali     |
| 7      | Marius Moga | Mario Eduard Tudor | „Crazy” (Gnarls Barkley)                               | Renata Jäger        | Larisa Shahzada |
| 8      | Andra       | Maya Ciosa         | „Side To Side” (Ariana Grande și Nicky Minaj)          | Ingrid Boengiu      | Luana Prodea    |
| 9      | Inna        | Olivia Alexandru   | „Counting Stars” (One Republic)                        | Laura Arion         | Mudy Marei      |

## Semifinala (13 iulie)
Semifinala a fost difuzată pe 13 iulie 2018. În cadrul acesteia, au concurat cei 9 concurenți rămași în cele 3 echipe. Din fiecare echipă, favoritul antrenorului s-a calificat în marea finală.
| Ordine | Antrenor    | Concurent        | Cântec                                                   | Rezultat  |
| ------ | ----------- | ---------------- | -------------------------------------------------------- | --------- |
| 1      | Inna        | Rebeca Onete     | „Here” (Alessia Cara)                                    | Eliminată |
| 2      | Inna        | Olivia Alexandru | „Show VMA's” (Pink)                                      | Salvată   |
| 3      | Inna        | Vlad Bilous      | „Wonderwall” (Oasis)                                     | Eliminat  |
| 4      | Marius Moga | Maria Popa       | ”Greatest Love of All” (Whitney Houston)                 | Salvată   |
| 5      | Marius Moga | Arthur Horeanu   | „Human” (Rag'n' Bone Man)                                | Eliminat  |
| 6      | Marius Moga | Mario Tudor      | „Radiohead” (Creep)                                      | Eliminat  |
| 7      | Andra       | Ioana Neagu      | „Jealous” (Labrinth)                                     | Eliminată |
| 8      | Andra       | Ștefania Alexa   | „Call Me Maybe” (Carly Rae Jepsen)                       | Eliminată |
| 9      | Andra       | Maya Ciosa       | „Like I'm Gonna Lose You” (Meghan Trainor ft. J. Legend) | Salvată   |

## Aparițiile artiștilor la spectacole de talente anterioare
- Arthur Horeanu a participat în cel de-al patrulea sezon al emisiunii Next Star împreună cu fosta sa trupă, Fantazia. [7]
- Ioana Neagu este o fostă concurentă a show-ului Next Star 2014. [8]
- David Ștefan s-a ales cu titlul de „micul Justin Bieber al României” după ce a participat în show-ul de televiziune Next Star.[9]
- Ingrid Boengiu s-a bucurat de aplauze pentru prestația sa de la Next Star.[10]
- Luana Prodea și-a făcut debutul pe micul ecran pe când avea nouă ani la Next Star.[11]
- Maya Ciosa, câștigătoarea sezonului, a participat și anul precedent la Vocea României Junior, dar nu a întors niciun scaun, iar audiția nu a fost difuzată.[12]

## Tabelele eliminărilor
| Legendă                                                                           |
| --------------------------------------------------------------------------------- |
| - Concurent în echipa Andra - Concurent în echipa Moga - Concurent în echipa Inna |

| Concurent | Concurent           | Confruntări | Semifinală                 | Finală                     |
| --------- | ------------------- | ----------- | -------------------------- | -------------------------- |
|           | Maya Ciosa          | Salvat      | Salvat                     | Câștigătoare               |
|           | Maria Popa          | Salvat      | Salvat                     | Doilea                     |
|           | Olivia Alexandru    | Salvat      | Salvat                     | Treilea                    |
|           | Ștefania Alexa      | Salvat      | Eliminat                   | Eliminați (locurile 4–9)   |
|           | Ioana Neagu         | Salvat      | Eliminat                   | Eliminați (locurile 4–9)   |
|           | Arthur Horeanu      | Salvat      | Eliminat                   | Eliminați (locurile 4–9)   |
|           | Mario Tudor         | Salvat      | Eliminat                   | Eliminați (locurile 4–9)   |
|           | Vlad Bilous         | Salvat      | Eliminat                   | Eliminați (locurile 4–9)   |
|           | Rebeca Onete        | Salvat      | Eliminat                   | Eliminați (locurile 4–9)   |
|           | Luana Prodea        | Eliminat    | Eliminați (locurile 10–27) | Eliminați (locurile 10–27) |
|           | Tudor Oancea        | Eliminat    | Eliminați (locurile 10–27) | Eliminați (locurile 10–27) |
|           | Ingrid Boengiu      | Eliminat    | Eliminați (locurile 10–27) | Eliminați (locurile 10–27) |
|           | Andreea Stoica      | Eliminat    | Eliminați (locurile 10–27) | Eliminați (locurile 10–27) |
|           | Emilena Istrate     | Eliminat    | Eliminați (locurile 10–27) | Eliminați (locurile 10–27) |
|           | David Ștefan        | Eliminat    | Eliminați (locurile 10–27) | Eliminați (locurile 10–27) |
|           | Ștefania Hotca      | Eliminat    | Eliminați (locurile 10–27) | Eliminați (locurile 10–27) |
|           | Dan Ioan Bultoc     | Eliminat    | Eliminați (locurile 10–27) | Eliminați (locurile 10–27) |
|           | Mara Oancea         | Eliminat    | Eliminați (locurile 10–27) | Eliminați (locurile 10–27) |
|           | Larisa Shahzada     | Eliminat    | Eliminați (locurile 10–27) | Eliminați (locurile 10–27) |
|           | Renata Jäger        | Eliminat    | Eliminați (locurile 10–27) | Eliminați (locurile 10–27) |
|           | Mădălina Turtureanu | Eliminat    | Eliminați (locurile 10–27) | Eliminați (locurile 10–27) |
|           | Daria Selaje        | Eliminat    | Eliminați (locurile 10–27) | Eliminați (locurile 10–27) |
|           | Andrei Șerban       | Eliminat    | Eliminați (locurile 10–27) | Eliminați (locurile 10–27) |
|           | Denair Bali         | Eliminat    | Eliminați (locurile 10–27) | Eliminați (locurile 10–27) |
|           | Andy Nicholas Neagu | Eliminat    | Eliminați (locurile 10–27) | Eliminați (locurile 10–27) |
|           | Mudy Marei          | Eliminat    | Eliminați (locurile 10–27) | Eliminați (locurile 10–27) |
|           | Laura Arion         | Eliminat    | Eliminați (locurile 10–27) | Eliminați (locurile 10–27) |

| Concurent | Concurent           | Confruntări | Semifinală | Finală       |  |
| --------- | ------------------- | ----------- | ---------- | ------------ |  |
|           | Maya Ciosa          | Salvat      | Salvat     | Câștigătoare |  |
|           | Ștefania Alexa      | Salvat      | Eliminat   |              |  |
|           | Ioana Neagu         | Salvat      | Eliminat   |              |  |
|           | Luana Prodea        | Eliminat    |            |              |  |
|           | Tudor Oancea        | Eliminat    |            |              |  |
|           | Ingrid Boengiu      | Eliminat    |            |              |  |
|           | Andreea Stoica      | Eliminat    |            |              |  |
|           | Emilena Istrate     | Eliminat    |            |              |  |
|           | David Ștefan        | Eliminat    |            |              |  |
|           |                     |             |            |              |  |
|           | Maria Popa          | Salvat      | Salvat     | Doilea       |  |
|           | Arthur Horeanu      | Salvat      | Eliminat   |              |  |
|           | Mario Tudor         | Salvat      | Eliminat   |              |  |
|           | Ștefania Hotca      | Eliminat    |            |              |  |
|           | Dan Ioan Bultoc     | Eliminat    |            |              |  |
|           | Mara Oancea         | Eliminat    |            |              |  |
|           | Larisa Shahzada     | Eliminat    |            |              |  |
|           | Renata Jäger        | Eliminat    |            |              |  |
|           | Mădălina Turtureanu | Eliminat    |            |              |  |
|           |                     |             |            |              |  |
|           | Olivia Alexandru    | Salvat      | Salvat     | Treilea      |  |
|           | Vlad Bilous         | Salvat      | Eliminat   |              |  |
|           | Rebeca Onete        | Salvat      | Eliminat   |              |  |
|           | Daria Selaje        | Eliminat    |            |              |  |
|           | Andrei Șerban       | Eliminat    |            |              |  |
|           | Denair Bali         | Eliminat    |            |              |  |
|           | Andy Nicholas Neagu | Eliminat    |            |              |  |
|           | Mudy Marei          | Eliminat    |            |              |  |
|           | Laura Arion         | Eliminat    |            |              |  |

## Audiențe
| Etapă               | Nr. | Data difuzării | Poziție în grilă (EEST) | Segment de public | Segment de public | Segment de public | Segment de public | Segment de public | Segment de public | Segment de public | Segment de public | Segment de public | Segment de public     | Segment de public     | Segment de public     | Segment de public     | Surse  |
| Etapă               | Nr. | Data difuzării | Poziție în grilă (EEST) | Național          | Național          | Național          | Național          | Național          | Urban             | Urban             | Urban             | Urban             | Comercial (18–49 ani) | Comercial (18–49 ani) | Comercial (18–49 ani) | Comercial (18–49 ani) | Surse  |
| Etapă               | Nr. | Data difuzării | Poziție în grilă (EEST) | Loc               | Vârf (mii)        | Medie (mii)       | Rating (%)        | Cotă (%)          | Loc               | Medie (mii)       | Rating (%)        | Cotă (%)          | Loc                   | Medie (mii)           | Rating (%)            | Cotă (%)              | Surse  |
| ------------------- | --- | -------------- | ----------------------- | ----------------- | ----------------- | ----------------- | ----------------- | ----------------- | ----------------- | ----------------- | ----------------- | ----------------- | --------------------- | --------------------- | --------------------- | --------------------- | ------ |
| Audiții pe nevăzute | 1   | 8 iunie 2018   | Vineri, 20:30           | 1                 | 1 660             | 1 250             | 7,0               | 18,8              | 1                 | 676               | 7,0               | 19,0              | 1                     | 280                   | 6,2                   | 23,7                  | [ 13 ] |
| Audiții pe nevăzute | 2   | 15 iunie 2018  | Vineri, 20:30           | 3                 |                   | 0 939             | 5,2               | 12,7              | 2                 | 448               | 4,7               | 11,5              | 3                     | 180                   | 4,1                   | 13,6                  | [ 14 ] |
| Audiții pe nevăzute | 3   | 22 iunie 2018  | Vineri, 20:30           |                   |                   |                   |                   |                   |                   |                   |                   |                   |                       |                       |                       |                       |        |
| Audiții pe nevăzute | 4   | 29 iunie 2018  | Vineri, 20:30           |                   |                   |                   |                   |                   |                   |                   |                   |                   |                       |                       |                       |                       |        |